# Pierella columbina
Pierella columbina är en fjärilsart som beskrevs av Krüger 1925. Pierella columbina ingår i släktet Pierella och familjen praktfjärilar. Inga underarter finns listade i Catalogue of Life.